# PSAN-Provisional
El Partit Socialista d'Alliberament Nacional-Provisional (PSAN-Provisional) (Partido Socialista de Liberación Nacional-Provisional) o simplemente PSAN-P nació en 1974 como una escisión del PSAN a raíz de las críticas sobre la incapacidad del partido para crear un movimiento propiamente independentista. Estas críticas desembocarían en un conjunto de tensiones las cuales acabarían creando el PSAN-P, el cual debe de su nombre al IRA Provisional. Entre sus principales dirigentes destacaron Carles Castellanos, Eva Serra Puig o Agustí Alcoberro. 
Este nuevo partido era más partidario de la lucha armada, lo cual obligó a exiliarse una parte importante de la dirección. El PSAN-P, con un carácter rupturista, de vocación nacional-popular y de enfrentamiento directo contra el Estado, firma un tratado de acuerdo con ETA y la Unión do Povo Galego (UPG) para colaborar, conjuntamente, con los respectivos movimientos de liberación nacional. Asimismo, el PSAN-P se adhirió a la Carta de Brest. En este sentido, impulsó el Col·lectiu d'Obrers en Lluita (COLL) y toda una serie de organizaciones sectoriales. También la OLLA estaba vinculada a elementos del partido. 
Fue el PSAN-P, junto con otras fuerzas políticas, quienes creó el Comité Catalán contra la Constitución Española (Comitè Català contra la Constitució Espanyola). Posteriormente, en el Congreso de Rià (Conflent) de 1979, la organización se fusionará con otros grupos, como OSAN (Organització Socialista d'Alliberament Nacional), dando paso a IPC (Independentistes dels Països Catalans), organización que a su vez participará en la creación del Moviment de Defensa de la Terra en 1986.